# Cimitero monumentale di Giubiano
Il cimitero monumentale di Giubiano è il più grande fra tutti i cimiteri della città di Varese ed è situato sulla sommità del colle Giubiano, lungo via Paolo Maspero.

## Descrizione
Il cimitero è delimitato da un lungo muro di cinta e si presenta come un grande spazio suddiviso in campi a giardino destinati alle sepolture, con gli angoli settentrionali incorporati in due edicole e quelli meridionali arrotondati ad emiciclo.
La facciata orientata a settentrione è costituita da due porticati a tre campate, collegate da una recinzione in pietra interrotta da tre cancelli in ferro battuto, che scandiscono i tre accessi principali al camposanto.
Sotto il porticato di sinistra, una lapide ricorda i varesini caduti nei vari conflitti per l'unità d'Italia ed un cippo commemorativo ricorda i garibaldini caduti nella Battaglia di Varese; alla sinistra di quest'ultimo, vi è presente un obelisco, eretto nel luglio 1676 in piazza del Potestà a Varese, poi spostato nel cimitero nel 1880. Sotto il porticato di destra si apre l'ingresso che induce al cimitero.
Superato l'ingresso principale, si apre il viale cipressato che conduce ad un portico a tre archi, sopra i quali sorge una chiesa a cappella progettata dall'ingegner Paolo Cantù. Sotto il portico sono custodite le spoglie di Francesco III d'Este.

## Storia
Su progetto, in stile etrusco, dell'architetto Carlo Maciachini, già progettista del cimitero monumentale di Milano, il cimitero di Giubiano venne realizzato allo scopo di rimpiazzare il vecchio cimitero cittadino ai tempi situato sull'attuale piazzale Fratelli Kennedy, l'odierna piazza del mercato. Una volta ultimati il muro di cinta e l'ingresso, il nuovo cimitero venne ufficialmente inaugurato il 2 maggio 1880 e già il giorno seguente avvenne la prima sepoltura, quella di una bambina di soli 11 anni, ricordata da una lapide esposta sull'edificio inizialmente predisposto a camera mortuaria.
Nel 1882, dietro la chiesa ed a ridosso del confine meridionale, venne realizzato il vecchio tempio crematorio su progetto dell'architetto Augusto Guidini, a cura e spese della Società Varesina per la Cremazione (So.Crem.), uno dei primi crematori italiani. Dietro di questo si trova il cinerario realizzato dopo il 1890 per custodire le ceneri dei defunti. Nei primi anni del XX secolo vennero realizzati una serie di colombari ai lati del vecchio tempio crematorio, poi raddoppiati negli anni cinquanta.
Negli anni settanta il cimitero venne ampliato a ponente con tre nuove aree a giardino e nel 2000, l'estensione toccò la parte a est con la costruzione del nuovo tempio crematorio ed una nuova area destinata ad ossari, cinerari e cappelle di famiglia.

## Sepolture celebri
Fra le principali sepolture, si possono ricordare:
- Giovanni Bagaini, giornalista
- Giuseppe Bertini, pittore
- Giulio Bizzozero, patologo ed igienista
- Carlo Carcano, sindaco e podestà di Varese
- Francesco III d'Este, duca di Modena e signore di Varese dal 1765 al 1780
- Antonio Gorini, calciatore e medaglia d'oro al valor militare
- Giuseppe Guerzoni, patriota garibaldino
- Dante Isella, letterato e filologo
- Giulio Macchi, ingegnere
- Felicita Morandi, educatrice e benefattrice
- Angelo Poretti, imprenditore
- Giuseppe Speroni, ingegnere e politico
- Elio Veller, attore